# À corps et à cris (roman)
À corps et à cris (Wheeler Fortune) est un roman policier de l’écrivain australien Carter Brown publié en 1974 aux États-Unis. Il n'a pas été publié en Australie.
Le roman est traduit en français en 1976 dans la collection Carré noir. La traduction, prétendument "de l'américain", est signée Janine Hérisson. C'est une des nombreuses aventures du lieutenant Al Wheeler, bras droit du shérif Lavers dans la ville californienne fictive de Pine City ; la quarante-et-unième traduite aux Éditions Gallimard. Le héros est aussi le narrateur.

## Résumé
La femme poignardée à cinq reprises au Starlight Hotel n'est pas Virginia Reid, ex-employée et ex-maîtresse de Mike Hardesty, mais Carol Hardesty, épouse dudit Mike. C'est ce qu'explique au lieutenant Wheeler la jeune Donna Barnes, amie de Virginia. Pourtant, la chambre a été retenue au nom de Virginia Reid, et celle-ci est introuvable. Al Wheeler découvre que Hardesty gagne sa vie dans l'espionnage industriel, ce qui lui permet d'habiter dans les beaux quartiers de Pine City, avec des voisins et voisines qui ont tendance à collectiviser la sexualité ; certaines de ces dames sont d'ailleurs engagées de temps à autre pour faciliter par leurs charmes le travail d'espionnage de l'agence de Hardesty. Al Wheeler lui-même est quelque peu promené par les femmes dans une enquête qu'il ne dirige pas vraiment et où, jusqu'au dénouement - et à sa grande humiliation, ce sont elles qui ont l'initiative.

## Personnages
- Al Wheeler, lieutenant enquêteur au bureau du shérif de Pine City.
- Le shérif Lavers.
- Annabelle Jackson, secrétaire du shérif.
- Doc Murphy, médecin légiste.
- Ed Sanger, technicien du laboratoire criminel.
- Le sergent Peterson[4].
- Mike Hardesty, époux de la victime, associé dans la Porterhard Agency, spécialisée dans le renseignement industriel.
- Jason Porterfield, son associé dans cette agence.
- Garry Walton, voisin de Mike Hardesty, artiste peintre.
- Linda Walton, son épouse.
- Virginia Reid, ancienne secrétaire et ex-maîtresse de Mike Hardesty.
- Donna Barnes, amie de Virginia Reid, employée occasionnelle de l'agence.
- Cal Barnes, son frère, qui vit avec elle près des Hardesty et des Walton.
- Gloria Van Heuten, cliente du Starlight Hotel.
- Gerald H. Moss, directeur des recherches à la Graphites Consolidated.
- Carson, gérant du Starlight Hotel.

## Édition
- Carré noir no 243, 1976,  (ISBN 2070432432).